# Stor backe i nordisk kombination vid olympiska vinterspelen 2014
Stor backe i nordisk kombination vid olympiska vinterspelen 2014 hölls vid anläggningen RusSki Gorki Jumping Center, i Krasnaja Poljana, Ryssland, den 18 februari 2014.